# Gonda Imre
Gonda Imre (1945-ig: Goldstein Imre) (Budapest, 1914. december 18. – Budapest, 1985. július 3.) a Magyar Tudományos Akadémia Történettudományi Intézetének nyugalmazott tanácsadója, a történelemtudományok doktora (1977), a Szocialista Hazáért érdemrend tulajdonosa (1967).

## Életpályája
1931–1934 között a KIMSZ tagja volt. 1932-ben érettségizett a budapesti Madách Imre Gimnáziumban. A zsidótörvények miatt egyetemen nem tanulhatott. 1934–1942 között az illegális KMP tagja volt. 1935-től rendőri felügyelet alatt állt. 1939–1942 között a Pázmány Péter Tudományegyetemen ún. önálló történeti tanulmányokat folytatott és filozófiai, valamint közgazdasági előadásokat hallgatott. 1940–1944 között Az Ország Útja című folyóirat munkatársa és a budapesti Cserépfalvi Könyvkiadó külső szerkesztője volt. 1945–1947 között a Magyar Külügyi Intézet titkára és könyvtárosa volt. 1947–1954 között a Külügyminisztérium főelőadója és könyvtárosa volt. 1947–1948 között a Köztársaság című lapba írt külpolitikai helyzetelemzéseket. 1954–1970 között a Magyar Tudományos Akadémia Történettudományi Intézetének tudományos munkatársa, 1970–1981 között tudományos főmunkatársa volt. 1981-ben nyugdíjba vonult.

### Munkássága
Kutatási területe a 19.-20. századi külpolitika története volt. A Magyar Tudományos Akadémia Történettudományi Intézete megbízta az Osztrák–Magyar Monarchia külpolitika- és diplomáciatörténetének első monografikus feldolgozásával, valamint az osztrák szociáldemokrácia történetének tanulmányozásával. Alapvetően új eredményeket ért el az Osztrák–Magyar Monarchia, Németország és Poroszország külpolitika- és diplomáciatörténetének összehasonlító vizsgálata, a kiegyezés külpolitikai körülményeinek feltárása területén. Monográfiát írt Otto von Bismarck életművéről.
Sírja a Farkasréti temetőben található. (12/2-2-26)

## Családja
Szülei: Goldstein Edgár kereskedelmi alkalmazott és Neu Zsófia varrónő voltak. 1966-ban házasságot kötött Erdélyi Annával.

## Művei
- Két emlékirat az 1849. évi cári intervencióról. Fordította: Sziklay László, Zsatkovics Kálmán. Az előszót írta: Wesselényi Miklós, a bevezető tanulmány írta: Trócsányi Zoltán, sajtó alá rendezte: Gonda Imre. (Budapest, 1948)
- Bismarck és az 1867-es osztrák–magyar kiegyezés. Kandidátusi értekezés is. (Értekezések a történettudományok köréből. Új sorozat. 16. Budapest, 1960, rövidítve, németül: Bismarck und der österreichisch–ungarische Ausgleich von 1867. Acta Historica, 1961)
- Az osztrák szociáldemokrácia és a dualizmus kérdései (Párttörténeti Közlemények, 1960)
- A „német nyomorúság” és a német sors (Valóság, 1961)
- A hadi- és békecélok a Monarchia háborús politikájában (Századok, 1967; angolul: Acta Historica, 1975)
- Bismarck (kismonográfia; Életek és korok. Budapest, 1969; 1976)
- Az Osztrák–Magyar Monarchia és a korlátlan tengeralattjáró háború (Hadtörténelmi Közlemények, 1971; angolul: The Austro– Hungarian Monarchy and the Unrestricted Submarine Warfare. Acta Historica, 1975)
- A monarchiabeli cseh nemzeti mozgalmak szerepe az első világháború éveiben, 1916–1917. (Századok, 1975)
- A közép-európai császári birodalmak bukása. A kettős szövetség a világháború utolsó éveiben (Doktori értekezés; Budapest, 1976)
- A Habsburgok. Egy európai jelenség (Niederhauser Emillel) Kihajtható térképmelléklettel, a térképeket tervezte: Bereznay András, a képanyagot összeállította: Rózsa György. (Budapest, 1977; 2. kiadás: 1978; 3. kiadás: 1987; 6. kiadás: 1998; németül: Die Habsburger. Ein europäisch Phenomän. Budapest–Bécs, 1978; 2. kiadás: 1983)
- Verfall der Kaiserreiche in Mitteleuropa (Budapest, 1977)
- Az osztály és a nemzet (Magyar Tudomány, 1982)
- Nemzeti tudat a Habsburg Birodalomban a 19. század közepén (Történelmi Szemle, 1986)
- A restauráció hatása a Habsburg Monarchia belső helyzetére és hatalmi viszonyaira 1849 után (Századok, 1986)

## Díjai, elismerései
- Akadémiai Jutalom (1953)
- Szocialista Hazáért (1967)
- Munka Érdemrend arany fokozata (1974)